# Franz Fiedler (Jurist)

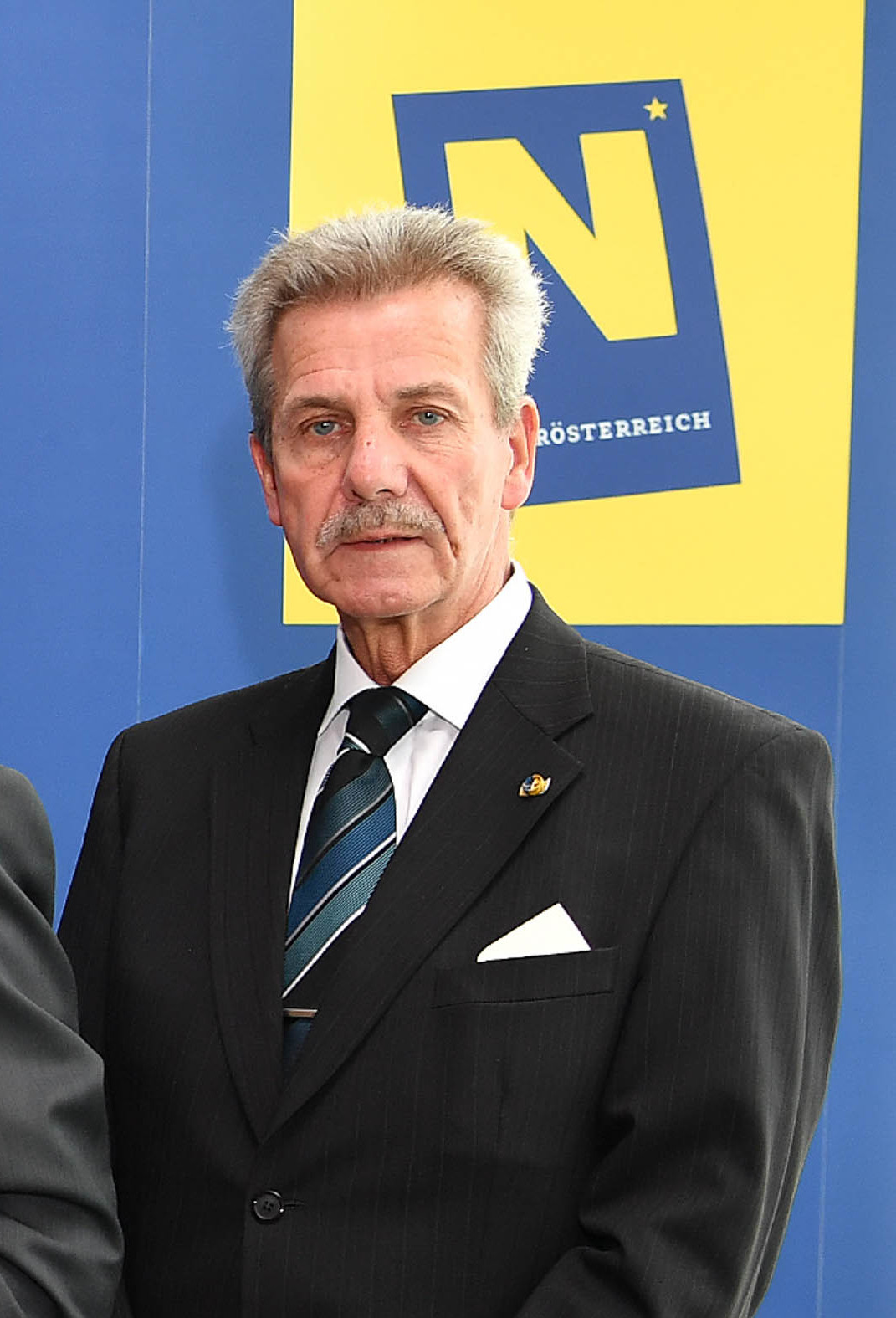
Franz Fiedler (2018)

Franz Fiedler (* 17. März 1944 in Wien) ist ein österreichischer Jurist. Von 1992 bis 2004 war er Präsident des Rechnungshofes, von 2003 bis 2005 Vorsitzender des Österreich-Konvents, sowie von 2006 bis 2014 Präsident des Beirates von Transparency International Österreich.

## Leben
Franz Fiedler schloss das Bundesrealgymnasium 1962 ab. Anschließend absolvierte er ein Studium der Rechte an der Universität Wien, welches er 1966 mit der Promotion zum Dr. iur. beendete. Er leistete den Wehrdienst im Jahr 1968 ab.
1966 startete Fiedler seine Karriere als Rechtspraktikant im Gerichtsdienst. 1971 wurde er Richter am Bezirksgericht Tulln und 1972 stellvertretender Vorsitzender des Arbeitsgerichtes Tulln. 1973 erfolgte die Ernennung zum Staatsanwalt in Wien. Er wurde der Oberstaatsanwaltschaft Wien zugeteilt und war dort in der Folge Leiter eines Referates für Strafsachen – insbesondere Wirtschaftsstrafsachen. Zusätzlich wurde er 1976 noch mit Agenden der Justizverwaltung, des Dienstrechtes und mit Disziplinarangelegenheiten betraut. 1979 erfolgte die Ernennung zum stellvertretenden Leiters der Oberstaatsanwaltschaft Wien.
Im Jahr 1980 wechselte Fiedler in die Politik: Er wurde Sekretär des Parlamentsklubs der Österreichischen Volkspartei. Von der ÖVP wurde Fiedler auch als Vizepräsident des Rechnungshofes vorgeschlagen. Dieses Amt hatte er eine Periode vom 10. März 1986 bis zum 30. Juni 1992 inne. In der anschließenden Periode bis zum 30. Juni 2004 war er selbst Rechnungshofpräsident. Obwohl Fiedler zu Beginn seiner Präsidentschaft von den anderen Parteien misstrauisch als „Mann der ÖVP“ beäugt wurde, konnte er im Laufe der zwölf Jahre ein eigenes, unabhängiges Profil entwickeln.
Durch diese ihm zugeschriebene Überparteilichkeit etablierte sich Fiedler als Kandidat für den Vorsitz des Österreich-Konvents, der die österreichische Bundesverfassung ganz neu ordnen sollte. Er bekleidete das Amt vom 30. März 2003 bis zur Auflösung des Konvents im Jänner 2005. Dem Nationalrat steht er seither als Konsulent jenes Sonderausschusses zur Verfügung, der die Ergebnisse des Österreich-Konvents berät.
Eine höhere öffentliche Funktion hat Fiedler nach der Beendigung des Österreich-Konvents nicht erhalten. Dies mag damit zusammenhängen, dass Fiedlers Ansehen in der Öffentlichkeit und seine Unabhängigkeit von der ÖVP im März 2004 so weit fortgeschritten waren, dass er einige Wochen lang öffentlich über eine Kandidatur für die Bundespräsidentschaft nachdachte – auch gegen die schon zuvor von der ÖVP designierte Kandidatin Benita Ferrero-Waldner. Während des Jahres 2003 war Fiedler von der ÖVP selbst als Bundespräsidentschaftskandidat gehandelt worden.
2005 wurde Fiedler Vizepräsident des Beirates von Transparency International in Österreich und 2006 dessen Präsident. Diese Funktion legte er im März 2014 anlässlich seines 70. Geburtstages zurück.
Fiedler ist Ehrenmitglied der katholischen Studentenverbindung KÖHV Franco-Bavaria Wien im ÖCV. Von 2005 bis Anfang Oktober 2010 war Franz Fiedler Präsident des Österreichischen Akademikerbundes, der ebenfalls der ÖVP nahesteht. Im März 2010 wurde der Status des Wiener Akademikerbundes als Vorfeldorganisation der ÖVP sistiert und dessen Landesvorsitzender, Josef Müller, aus der ÖVP ausgeschlossen. Hauptgrund dafür war die Forderung nach der ersatzlosen Streichung des Verbotsgesetzes in einem Schreiben von November 2009. Fiedler distanzierte sich erst nach langem Zögern von dem Schreiben, sah monatelang keine „Notwendigkeit, mit Briefeschreiber Müller das Gespräch zu suchen.“ Fiedler ist Ehrenpräsident des Wiener Akademikerbunds.

### BUWOG-Skandal
Fiedler erstellte in seiner Funktions als Rechnungshofpräsident 2002 den ersten Bericht zum Verkauf der BUWOG, der fünf Seiten umfasste. Auf Basis dieser Prüfung wurde der BUWOG-Verkauf durch den damaligen Finanzminister Karl-Heinz Grasser abgewickelt. Der Vorgang beschäftigt zurzeit die Staatsanwaltschaft – eine Klage gegen Grasser, seinen Trauzeugen und Lobbyisten Walter Meischberger, den Lobbyisten Peter Hochegger und 14 weitere Personen steht im Raum.
Mehrere Strafanzeigen gegen Fiedler im Zusammenhang mit dem BUWOG-Verkauf wurden von der Staatsanwaltschaft als haltlos abgewiesen. Die Anzeigen wurden vom ehemaligen Rechnungshof-Mitarbeiter Lederbauer eingebracht, der im Jahr 2000 (mehrere Jahre vor dem BUWOG-Verkauf) im Unfrieden aus dem Rechnungshof ausgeschieden war.

## Auszeichnungen
- 1999 Komtur mit Stern des Verdienstordens der Republik Ungarn
- 1999 Großes Goldenes Ehrenzeichen am Bande für Verdienste um die Republik Österreich[17]
- 2001 Silbernes Komturkreuz mit dem Stern des Ehrenzeichens für Verdienste um das Bundesland Niederösterreich
- 2004 Großes Goldenes Ehrenzeichen für Verdienste um das Land Wien
- 2011 Kärntner Landesorden in Silber
- 2015 Julius-Raab-Medaille[18]